# Керманшах
Керманша́х (перс. کرمانشاه‎ — Kermânšâh, курд. Kirmaşan, Kirmanşan, Kirmanşah, کرماشان), (в 1979—1990 гг.: Бахтаран) — город на западе Ирана, расположенный в Восточном Курдистане, административный центр остана Керманшах. Город получил название от курдской династии Керм, управляющей этим регионом в эпоху Сасанидов. Торгово-транспортный центр. Нефтеперерабатывающий завод (нефть подаётся по нефтепроводу с Нефтшаха), сахарная и текстильная промышленность.

## История

### Доистория
Благодаря своей древности, привлекательным ландшафтам, богатой культуре и неолитическим деревням, Керманшах считается одной из колыбелей доисторических культур. Согласно археологическим исследованиям и раскопкам, территория Керманшаха была заселена доисторическими людьми начиная с периода раннего палеолита и продолжалась до позднего палеолита вплоть до конца  плейстоцена. Раннепалеолитические свидетельства состоят из нескольких ручных топоров, найденных в районе Гакия к востоку от города. Артефакты раннего палеолита из провинции Керманшах датируются возрастом от 700 тыс. до 1 млн л. н. Специфическая грушевидная структура найденных топоров характерна для Homo erectus, а также для ассоциированного с этим видом гейдельбергского человека (Homo heidelbergensis).
Останки эпохи среднего палеолита были найдены в различных частях провинции, особенно в северной части города в Танг-е Кенеште, Танг-е Малаверде и вблизи Так-е Бостане.
Неандертальский человек уже существовал в регионе Керманшах к тому времени, и обнаруженные скелетные останки в Иране были найдены в трёх пещерах и скалах, расположенных в провинции Керманшах. Известные палеолитические пещеры в этом районе:
- Варваси;
- Кобе;
- Малаверд;
- Пещера до-Ашкафт.

Этот регион также был одним из первых мест, где между 8000 и 10 000 годами назад были основаны поселения людей, включая Азиаб, Казанчи, Сараб, чиа-Джани и Гандж-Дарре.
Первые гончарные изделия, относящиеся к Ирану, были сделаны в Ганджи-Даре, недалеко от современного Харсина. В мае 2009 года, основываясь на исследованиях, проведённых Университетом Хамадана и UCL, руководитель Исследовательского центра археологии иранской Организации культурного наследия и туризма объявил, что одна из старейших доисторических деревень на Ближнем Востоке, датируемая 9800 годом до н. э., была обнаружена в Сахне, расположенном к западу от Керманшаха. Остатки более поздних деревенских занятий и раннего бронзового века найдены в ряде курганных стоянок в самом городе.

### Керманшах Сасанидов
В древнеиранской мифологии строительство города приписывается Тахмурасу, третьему царю Пишдадской династии. Считается, что Сасаниды построили Керманшах и Бахрам IV (его называли Керманшах, что означает царь Кермана) дал свое имя этому городу. Это был славный город в период Сасанидов примерно в 4 веке нашей эры, когда он стал столицей Второй Персидской империи и значительным центром здоровья, служившим летним курортом для сасанидских царей.
В 226 году нашей эры, после двухлетней войны, которую вел персидский император Ардашир I против курдских племен в регионе, империя восстановила местного курдского принца Каюса из Медии, чтобы править Керманшахом.

### Исламская эра
Керманшах был завоёван арабами в 640 году нашей эры. До 1038 года здесь правила местная династия Кухидов, которую сменила другая курдская династия — Анназиды, но 7 лет спустя город был захвачен турками-сельджуками. Под властью сельджуков в XI веке Керманшах стал крупным культурным и торговым центром в западном Иране и южных курдских населённых районах в целом.
Сефевиды укрепили город, а Каджары отразили нападение Османов во время правления Фатх Али Шаха (1797—1834). Керманшах был оккупирован османами между 1723—1729 и 1731—1732 годами.
В 1830-х годах в Керманшахе находился центр борьбы с суфизмом; духовный лидер города Ага Мухаммад Али Бехбехани казнил здесь суфийского лидера Масума Али Шаха.

### Новая история
Оккупированный Русской императорской армией в 1914 году, а затем Османской армией в 1915 году во время Первой мировой войны, он был эвакуирован в 1917 году, когда туда прибыли британские войска, чтобы изгнать Османов. Керманшах сыграл важную роль в иранской Конституционной революции в период династии Каджаров и республиканском движении в период династии Пехлеви. Город был сильно поврежден во время Ирано-Иракской войны, и хотя он был восстановлен, он еще не полностью восстановился.

## Население
Численность населения в 1996 — 692 986, в 2006 — 794 863, в 2011 — 851 405, в 2016 — 946 651, по области в 2011 — 1 030 978 чел., в 2016 — 1 083 833 чел.
| год         | 1991    | 1996    | 2006    | 2011    | 2016    |
| ----------- | ------- | ------- | ------- | ------- | ------- |
| численность | 624 084 | 692 986 | 794 863 | 851 405 | 946 651 |

## Города-побратимы
- Роузберг (англ. Roseburg), штат Орегон, Соединенные Штаты Америки;
- Сицилия (итал. и сиц. Sicilia), Италия (2010);
- Газиантеп (турец. Gaziantep), Турция (2010);
- Сплит (хорв. Split, итал. Spalato), Хорватия (2011).

## Галерея

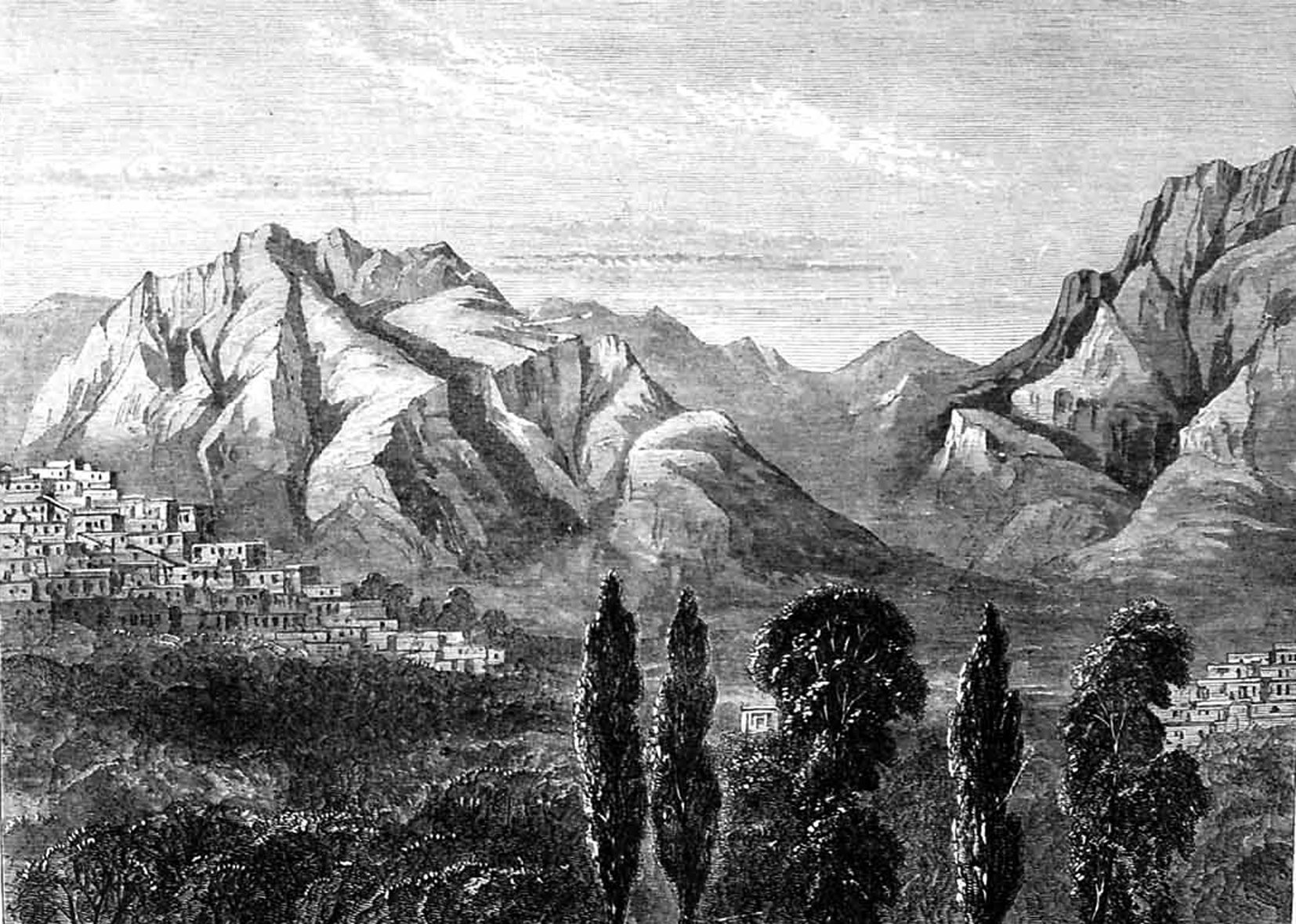
Вид на Керманшах в середине XIX века — на юг, гора Фарохшад и гора Уаси видны на заднем плане
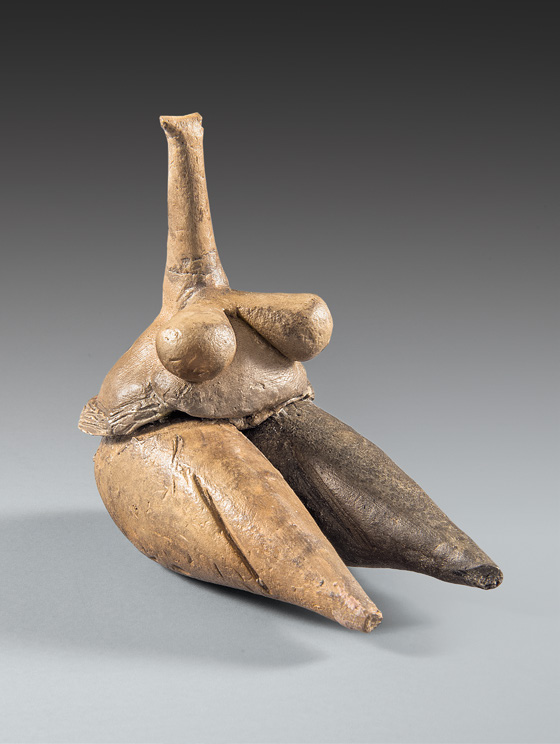
Глиняная человеческая фигурка (Богиня Плодородия) Таппех Сараб, Керманшах, ок. 7000-6100 гг. до н. э., период неолита, Национальный музей Ирана
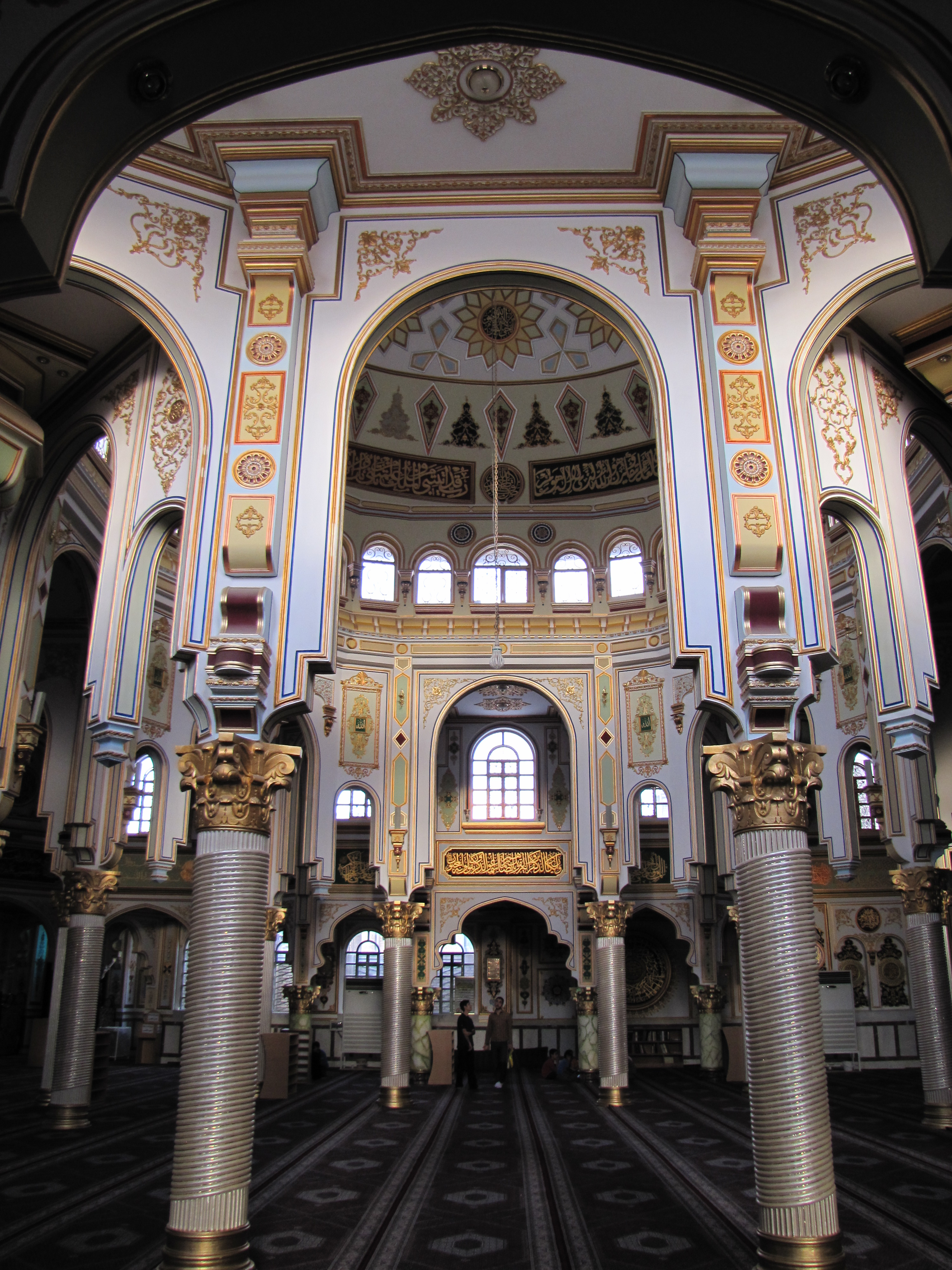
Мечеть Джаме-Шафейе
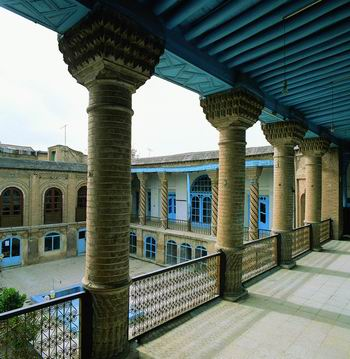
Дом Хадже Баруха
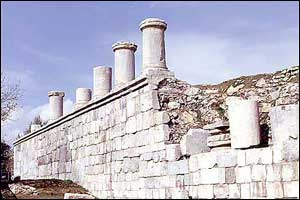
Храм Анахиты[англ.] в Кенгавере
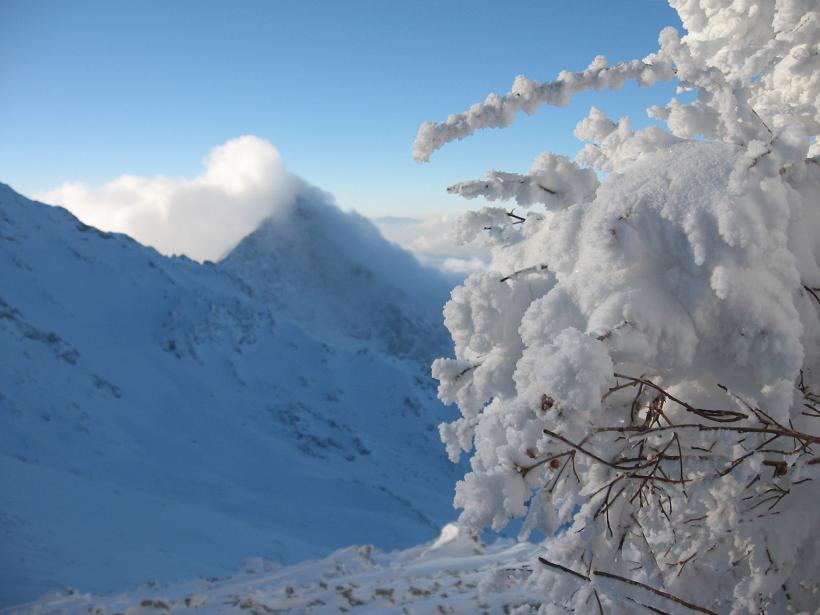
Гора Далехани
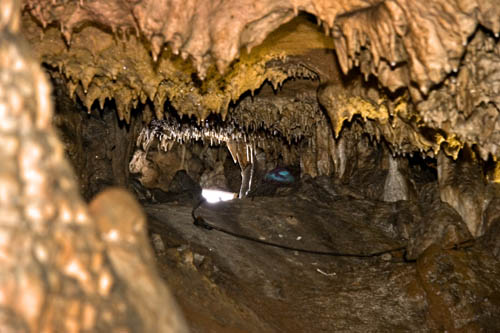
Пещера Гури Галех
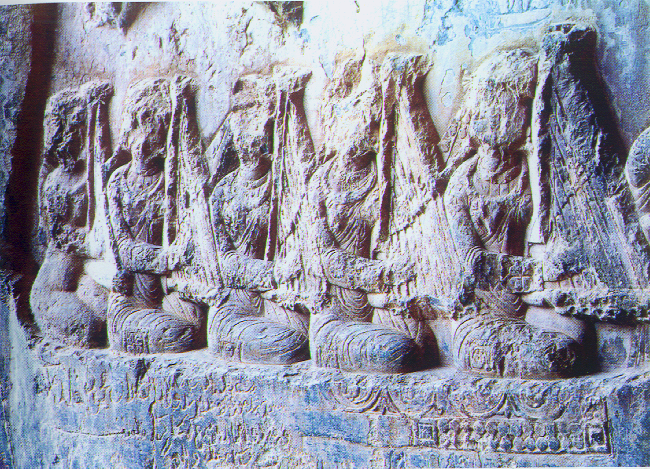
Резьба Так-е Бостана. Женщины играют на арфе, в то время как шах стоит в лодке, держащий свой лук и стрелы. VI век, Сасанидский Иран.